# Orange County, Virginia
Orange County är ett administrativt område i delstaten Virginia, USA. År 2010 hade countyt 33 481 invånare (2010). Den administrativa huvudorten (county seat) är Orange.
Slaget i vildmarken under det amerikanska inbördeskriget utkämpades delvis här 1864. 

## Geografi
Enligt United States Census Bureau så har countyt en total area på 889 km². 885 km² av den arean är land och 4 km² är vatten. 

### Angränsande countyn
- Madison County - nordväst
- Culpeper County - norr
- Spotsylvania County - öster
- Louisa County - söder
- Albemarle County - sydväst
- Greene County - väster